# 康科德 (密蘇里州)
康科德（英語：Concord）是位於美國密蘇里州聖路易斯縣的普查規定居民點。

## 人口
根據2020年美國人口普查的數據，康科德的面積為14.24平方千米，當中陸地面積為14.23平方千米，而水域面積為0.01平方千米。當地共有人口17668人，而人口密度為每平方千米1,240.73人。